# Municipio Guanipa
Guanipa es uno de los 21 municipios que forman parte del Estado Anzoátegui, Venezuela. Está ubicado al este de dicho estado, tiene una superficie de 792 km² y una población de 83 727 habitantes (2023). Su capital es San José de Guanipa nombre también de la única parroquia del municipio.

## Historia
Lo que anteriormente se conocía como Cabeceras de El Tigre fue fundado el 14 de noviembre de 1910, con la llegada de los señores Cruz Vicente Guevara, Marco Henríquez, Carlos Maurera y Saturnino Izturde, quienes arribaron como trabajadores del telégrafo que conectaba Cantaura con La Canoa y Soledad.
El 14 de febrero de 1948, la Asamblea Legislativa del Estado Anzoátegui, mediante decreto, elevó al Municipio Simón Rodríguez a la categoría de distrito, quedando El Tigrito como capital municipal. Posteriormente, el 5 de julio de ese mismo año, se instaló la primera Junta Comunal, presidida por el señor Jesús Silva.
El 15 de diciembre de 1972, por decreto de la Asamblea Legislativa del Estado, se creó el Distrito Guanipa, con San José de Guanipa como capital. Este nuevo distrito incluyó dos vecindarios: Las Mercedes y El Basquero, convirtiéndose en el distrito número 14 del estado. En 1973 se nombró una Junta Administradora presidida por el señor Alejandro Romero, y el 2 de enero de 1974 se instaló el primer Consejo Municipal, siendo su primera presidenta la señora Carmen Velásquez de Mujica.
En 1992, con la eliminación de la figura de distrito en la legislación nacional, Guanipa adquirió autonomía como municipio.
En noviembre de 2014, el presidente de la Cámara Municipal, Wilmer Rodríguez, anunció la modificación oficial de la denominación, pasando a llamarse Municipio Bolivariano de Guanipa. En ese mismo acto, realizado en la plaza José Antonio Anzoátegui, fueron condecorados Efrén Ruiz y Mérida de Longart con la Orden Morichales de Guanipa, y se declaró hijo ilustre al exalcalde Pedro Martínez.

## Geografía

### Límites
Norte: Con el Municipio Pedro María Freites
Sur: Con el  Municipio Independencia
Este: Con el Municipio Pedro María Freites
Oeste: Municipio Simón Rodríguez

## Símbolos

### Bandera municipal

Primera bandera municipal

La primera bandera del Municipio fue creada por el Prof. Rosauro Caraballo y estaba constituida por tres franjas horizontales del mismo tamaño.
- El gris en la parte superior representa el pienso de las empresas e industrias que mantienen la economía local, acompañado por el escudo municipal en la parte izquierda.

- El verde en el centro simboliza el arraigo de la agricultura y amplias plantaciones silvestres de moriche, mango, maní y merey.

- El rojo en la parte inferior refleja la gente y las tierras cobrizas y arcillosas, insigne del patrimonio municipal.

En el año 2017 se hizo un cambio a la bandera municipal. 

Actual bandera municipal

La actual bandera del municipio Guanipa (desde 2017), está dividida en cinco franjas horizontales de diferentes medidas, tres símbolos y siete colores que coinciden con los representados en el escudo de armas. Cada elemento simboliza una historia o leyenda ancestral natural y cultural del municipio.
Franjas:
- Azul: representa el agua y el cielo abierto, potencial de nuestro gentilicio para desarrollar sus culturas, vivencias, historias y creencias de nuestro río.

- Verde: Representa las sabanas, siembras, pastos, plantaciones de moriche, mango, maní merey entre otros frutos que abundan en la zona.

- Rojo ladrillo: Representa las cobrizas y fértiles tierras donde habitó la india Guanipa, el color de los farallones y casas de bahareque —hoy patrimonio cultural del municipio—.

- Blanco: Representa la paz mundial y Guanipa es territorio de paz. (Son dos franjas horizontales, la primera ubicada entre las franjas azul y verde y la segunda entre las franjas verde y rojo ladrillo).

En el margen superior izquierdo un banderín blanco con el escudo de armas del municipio como gesto de amistad y bienvenida a los visitantes.
Símbolos:
- Amarillo: representado por el sol radiante, simboliza el entusiasmo de nuestra gente trabajadora que desde muy temprano salen a sus faenas.

- Negro: representado por una gota de petróleo, principal materia prima de la Faja petrolífera del Orinoco, que fue convertida en leyenda caribe en honor a la princesa Caribe IT-CHE-ME, pionera en el progreso de la región dando cavidad a las sucesivas industrias en nuestro municipio.

- Rojo: representado por un moriche, tótem símbolo de la mesa de Guanipa, guardián de nuestros ríos y bosques, fruto de la cadena alimenticia Caribe, sus palmas utilizadas para la protección del sol y la lluvia en sus bahareques, el color rojo representa la sangre heroica ancestral derramada en batallas por nuestros indígenas que defendieron su territorio.

### Escudo municipal

Escudo del Municipio Guanipa desde 1983

Fue creado por Manuel Uribe en 1983 y se divide en tres pabellones
- Primer Pabellón: Se encuentra un libro abierto y una pluma que simbolizan las leyes y autoridades que nos rigen

- Segundo Pabellón: Tiene una industria en funcionamiento y simboliza las empresas e industrias que hacen vida en esta tierra
- Tercer Pabellón: Se visualiza una res, una torre y cinco maníes y significan las actividades económicas de nuestro Municipio.

En la base del Escudo lleva una cinta con la siguiente inscripción: 
- A la izquierda: “17 de Abril de 1948”. (Fecha en la que es elevado a Municipio Guanipa, dependiente de distrito Simón Rodríguez.)
- En el centro: “Municipio Guanipa”. (Nombre del municipio.)
- A la derecha: “13 de Diciembre de 1972”. (Fecha en la que es elevado a distrito Guanipa por decreto de la Asamblea Legislativa, siendo este el Distrito N° 14 del estado Anzoátegui.)

## Política y gobierno

### Alcaldes
| Período     | Alcalde              | Partido político / Alianza | % de votos | Notas |
| ----------- | -------------------- | -------------------------- | ---------- | --- |
| 1989 - 1992 | Hildo Hernández      | AD                         | 36,93      | Primer alcalde bajo elecciones directas |
| 1992 - 1995 | Manuel Rocca         | Copei/MIG                  | 53,97      | Segundo alcalde bajo elecciones directas |
| 1995 - 1999 | Gilberto Romero      | AD                         | -          | Tercer alcalde bajo elecciones directas |
| 1999 - 2000 | Hernán Pérez Serrano | AD                         | -          | (Alcalde encargado tras la muerte del alcalde Gilberto Romero.) (se realizaron elecciones generales adelantadas en el 2000 debido a la aprobación de la Constitución de 1999) |
| 2000 - 2004 | Freddy Arriojas      | MVR                        | 32,86      | Cuarto alcalde bajo elecciones directas |
| 2004 - 2008 | Freddy Arriojas      | MVR                        | 60,81      | Reelecto |
| 2008 - 2013 | Pedro Martínez       | PSUV                       | 62,02      | Quinto alcalde bajo elecciones directas (se postergan 1 año las elecciones municipales pautadas para finales del 2012)                                                        |
| 2013 - 2017 | Pedro Martínez       | PSUV                       | 58,16      | Reelecto |
| 2017 - 2021 | Francisco Belisario  | PSUV                       | 45,14      | Sexto alcalde bajo elecciones directas |
| 2021 - 2025 | Ernesto Rodríguez    | PSUV                       | 46,28      | Séptimo alcalde bajo elecciones directas |

|-
| colspan=5 | Fuente: Consejo Nacional Electoral

### Concejo municipal
Período 2021 - 2025
| Concejales        | Partido político / Alianza |
| ----------------- | -------------------------- |
| Francisco Capasso | PSUV                       |
| Manuel Baena      | PSUV                       |
| Valeria Aquino    | PSUV                       |
| Ányel Lima        | PSUV                       |
| Rosa Almeida      | PSUV                       |
| José Félix Cones  | AD                         |
| José Nassar       | MUD                        |